# Portada/article juliol 7
El lloc del jaciment correspon al d'un assentament que, tenint en compte els estils dels atuells i pintures murals trobats a les excavacions, s'ha descobert que es remunta a la civilització minoica. El jaciment pren el seu nom del poble grec que es troba en un turó pròxim, mentre que el nom original de l'assentament es desconeix. Les descobertes durant les excavacions, començades l'any 1967 per Spyridon Marinatos, han arribat a formar la conclusió que les pintures murals dels seus edificis reflectien la vida real de la població.

## Akrotiri
Akrotiri és un jaciment arqueològic de l'edat del bronze minoica a l'illa grega de Thera (actualment illa de Santorí), part d'un conjunt de petites illes a 100 km de Creta que formen les Cíclades.
El lloc del jaciment correspon al d'un assentament que, tenint en compte els estils dels atuells i pintures murals trobats a les excavacions, s'ha descobert que es remunta a la civilització minoica. El jaciment pren el seu nom del poble grec que es troba en un turó pròxim, mentre que el nom original de l'assentament es desconeix. Les descobertes durant les excavacions, començades l'any 1967 per Spyridon Marinatos, han arribat a formar la conclusió que les pintures murals dels seus edificis reflectien la vida real de la població.
L'excel·lent estat de conservació del lloc —similar al de les ruïnes romanes de Pompeia— es deu al fet que va ser cobert per una erupció volcànica (l'erupció minoica) de la meitat del segon mil·lenni aC.